# Claude Renard (politicus)
Claude Renard (Doornik, 3 juli 1926 ― aldaar, 9 december 2021) was een Belgisch senator.

## Levensloop
Claude Renard was de zoon van een onderwijzer en een huisvrouw. Hij volgde les in het officieel onderwijs en doorliep de Grieks-Latijnse humaniora in het Atheneum van Doornik. Op zijn vijftiende werd hij daar van school gestuurd, nadat hij in aanvaring was gekomen met een surveillant die openlijk sympathiseerde met de Duitse bezetter. Vervolgens liep hij onderwijs in het Atheneum van Aat, tot deze school werd gesloten vanwege de dreiging van geallieerde bombardementen. Hierdoor bleef hij zonder middelbaar diploma. Na de Bevrijding besloot Renard zich te engageren in de verdere strijd tegen Nazi-Duitsland en was hij onder andere betrokken bij de bezetting van het Rijnland. In januari 1946 werd hij gedemobiliseerd.
Kort nadien werd Renard tewerkgesteld als verkoper in een magazijn met Amerikaanse stocks. Hij kwam er in aanraking met verschillende communisten en zijn bewondering voor de Sovjet-Unie en het communistische verzet tijdens de oorlog deden hem aansluiten bij de Kommunistische Partij van België (PCB). In 1947 werd hij verkozen in het federaal comité van de partij in West-Henegouwen. Renard liet zich in 1950 opmerken tijdens de stakingen tegen de terugkeer van koning Leopold III, waarna hij de kans kreeg om een stage te volgen aan de school voor kaderleden van de PCB en in 1951 werd aangesteld tot secretaris van de communistische federatie van de Borinage. Daarnaast werd hij journalist bij partijblad Le Drapeau Rouge, waar hij eerst werd toegewezen aan de internationale rubriek en later schreef voor de sociale rubriek. Van 1955 tot 1962 was Renard directeur van de binnenlandse rubriek van de krant, een functie waarin hij de stakingen tegen de Eenheidswet in de winter van 1960-'61 op de voet volgde en zich geregeld liet informeren door communistische en syndicale militanten. Renard was eveneens een voorstander van het federalisme en was actief in Waalsgezinde verenigingen als de Mouvement populaire wallon en Wallonie Région d'Europe.
Na deze stakingen werd Renard in 1961 aangesteld tot secretaris van het politieke bureau van de partij, een functie waarin hij onder andere de toespraken en editorialen van PCB-voorzitter Ernest Burnelle voorbereidde. Tevens werd hij directeur van de Stichting Joseph Jacquemotte, de culturele vereniging van de communistische partij. In deze functie redigeerde en publiceerde hij verschillende historische werken, onder meer over de strijd voor het algemeen stemrecht en de positie van de Belgische arbeidersbeweging  ten aanzien van de Russische Oktoberrevolutie van 1917. Ook organiseerde hij meerdere colloquia en conferenties, bijvoorbeeld over de Commune van Parijs. In 1963 werd Renard verkozen in het Centraal Comité van de PCB en van 1964 tot 1982 zetelde hij eveneens in de gemeenteraad van Doornik.
In 1968 trad Renard toe tot het Politiek Bureau van de PCB en werd hij aangesteld tot politiek directeur van Le Drapeau Rouge. Drie jaar later, in 1971, volgde zijn aanstelling tot nationaal secretaris van de partij, waarbij hij verantwoordelijk was voor de propaganda. Na het overlijden van Marc Drumaux in 1972 werd Renard aangezocht om hem op te volgen als voorzitter van de PCB, maar hij weigerde en ondersteunde de kandidatuur van Louis Van Geyt, die uiteindelijk Drumaux zou opvolgen. In 1975 werd Renard aangesteld tot voorzitter van de Franstalige vleugel van de PCB en een jaar later volgde zijn verkiezing tot nationaal ondervoorzitter van de partij, twee functies die hij zou bekleden tot in 1986. 
Na de verkiezingen van 1978 werd Renard met behulp van de socialisten verkozen tot provinciaal senator voor Henegouwen. In de Senaat legde hij zich vooral toe op de thema's federalisme en staatshervorming. Door het toen bestaande dubbelmandaat zetelde Renard van 1979 tot 1980 eveneens in de Cultuurraad voor de Franse Cultuurgemeenschap en van 1980 tot 1981 in de Raad van de Franse Gemeenschap en de Waalse Gewestraad. De communistische nederlaag bij de verkiezingen van 1981 maakte een einde aan zijn parlementaire loopbaan.
In 1983 kreeg de PCB een federale structuur en werd ze onderverdeeld in een Vlaamse en Franstalige vleugel. Van 1983 tot 1986 was Renard de eerste voorzitter van de Waalse en Franstalige vleugel van de PCB. In deze functie trad hij op als verzoeningsfiguur tussen de orthodoxe communisten en eurocommunisten die samenwerking met andere linkse krachten genegen waren. Na de zoveelste verkiezingsnederlaag van de communistische partij in 1985, waardoor de partij uit het parlement verdween, besloot Renard geen leidinggevende functies meer te vervullen binnen de PCB en steunde hij de verkiezing van Robert Dussart als zijn opvolger. Niettemin bleef hij op vraag van nationaal voorzitter Louis Van Geyt aan als voorlopig voorzitter van het Centraal Comité, om Dussart te ondersteunen in zijn functie. In 1989 werd de unitaire communistische partij gesplitst in de Vlaamse KP en de Franstalige PC en kort daarna werd Pierre Beauvois aangesteld als voorzitter van de PC, waarna Renard op pensioen ging. Naarmate de PC electoraal steeds meer marginaliseerde, riep Renard op tot toenadering tot de socialisten. In 2014 ondertekende hij nog een oproep van intellectuelen om op de marxistische PTB te stemmen, zonder officieel toe te treden tot de partij.
Na zijn pensioen bleef hij actief als historicus en publiceerde hij meermaals over de geschiedenis van het communisme tijdens de Tweede Wereldoorlog.